# Петровско-Роменский сельский совет
Петровско-Роменский сельский совет (укр. Петрівсько-Роменська сільська рада) — входит в состав
Гадячского района
Полтавской области
Украины.
Административный центр сельского совета находится в селе Петровка-Роменская.

## История
- 1919 — дата образования.

## Населённые пункты совета
- с. Петровка-Роменская
- с. Балясное
- с. Венеславовка